# 메일리
메일리(고대 노르드어: Meili)는 북유럽 신화에서 메일리는 신이자 오딘(Odin)과 요르드(Jörð) 신의 아들이자 토르(Thor) 신의 형제이다. 메일리는 13세기에 이전의 전통 자료에서 편찬된 《고 에다》와 13세기에 스노리 스투를루손이 쓴 《신 에다》에서 입증된다. 메일리와 오딘 및 토르의 관계 외에 두 출처 모두에서 신에 대한 추가 정보가 제공되지 않는다.

## 평가
19세기 일부 학자들은 메일리의 어머니를 여신이자 의인화된 대지인 요르드로 이해해야 한다고 제안했다. 또한 19세기에 빅토르 리드버그(Viktor Rydberg)는 발드르와 메일리가 하나이며 동일하다는 이론을 세웠다.